# Edward Ravasi
Edward Ravasi (Besnate, 5 juni 1994) is een Italiaans wielrenner die sinds 2023 rijdt bij Hrinkow Advarics.

## Carrière
In 2014 won Ravasi als amateur een etappe in de Giro delle Valli Cuneesi en de Ronde van Canavese, een Italiaanse eendagskoers. Daarnaast nam hij deel aan de Ronde van de Aostavallei, waar hij als vierde eindigde in het algemeen klassement.
In 2015 nam Ravasi met een Italiaanse selectie deel aan de Ronde van Kroatië. Hier werd hij op één minuut en 39 seconden van winnaar Maciej Paterski vierde in het eindklassement en won hij het jongerenklassement. Twee maanden later werd hij derde op het nationaal beloftenkampioenschap op de weg, achter winnaar Gianni Moscon en Davide Gabburo. Na in juli een goede Ronde van de Aostavallei met twee tweede plaatsen te hebben gereden, mocht Ravasi vanaf augustus stage lopen bij Lampre-Merida. Tijdens deze stageperiode mocht hij vijf Italiaanse eendagskoersen en één wedstrijd in Japan rijden, met plek 29 in de Coppa Agostoni als beste resultaat. In november werd bekend dat Ravasi voor de seizoenen 2017 en 2018 een profcontract bij die ploeg had getekend. In 2016 reed hij, nog steeds in dienst van Team Colpack, naar de overwinning in de vijfde etappe van de Ronde van de Aostavallei, zijn ploegmaat Mark Padoen werd in dezelfde tijd tweede. In het eindklassement werd de Italiaan vijfde, op bijna vijf minuten van winnaar Kilian Frankiny.
In 2017 werd Ravasi prof bij UAE Team Emirates. Zijn debuut maakte hij in de Grote Prijs van de Etruskische Kust, waarin hij op plek 69 eindigde. In mei stond hij aan de start van de Ronde van Italië, waarin hij na 21 etappes op de tachtigste plek in het eindklassement stond.

## Overwinningen
2015
Jongerenklassement Ronde van Kroatië
Ronde van Biella
2016
5e etappe Ronde van de Aostavallei
Ronde van Biella

## Resultaten in voornaamste wedstrijden
| Jaar | Ronde van Italië | Ronde van Frankrijk | Ronde van Spanje |
| ---- | ---------------- | ------------------- | ---------------- |
| 2017 | 80e              |                     |                  |
| 2018 |                  |                     | 39e              |
| 2019 |                  |                     |                  |
| 2020 |                  |                     |                  |
| 2021 | 46e              |                     |                  |

| Jaar | Amstel Gold Race | Luik-Bast.‑Luik | Ronde van Lombardije | Strade Bianche | Waalse Pijl |  | Wereldranglijsten |
| ---- | ---------------- | --------------- | -------------------- | -------------- | ----------- |  | ----------------- |
| 2017 |                  |                 | 52e                  | opgave         |             |  | 380e (UWT)        |
| 2018 |                  |                 | opgave               |                |             |  |                   |
| 2019 | opgave           |                 |                      |                |             |  |                   |
| 2020 |                  | 69e             | 61e                  |                | 143e        |  |                   |
| 2021 |                  |                 | 81e                  |                |             |  |                   |

## Ploegen
- 2015 –  Lampre-Merida (stagiair vanaf 1 augustus)
- 2016 –  Lampre-Merida (stagiair vanaf 27 juli)
- 2017 –  UAE Team Emirates[2]
- 2018 –  UAE Team Emirates
- 2019 –  UAE Team Emirates
- 2020 –  UAE Team Emirates
- 2021 –  EOLO-Kometa
- 2022 –  EOLO-Kometa
- 2023 –  Team Hrinkow Advarics (vanaf 26-2)
- 2024 –  Hrinkow Advarics
- 2025 –  Hrinkow Advarics

Bonifazio · Bono · Cattaneo · Cimolai · Conti · M. Costa · R. Costa · Đurasek · Feng · Ferrari · Grmay · Kasjavy · Modolo · Mori · Niemiec · Oliviera · Pibernik · Plaza · Polanc · Pozzato · Richeze · Serpa · Ulissi · Valls · Xu · Ganna (stagiair) · Pacioni (stagiair) · Ravasi (stagiair)
Arashiro · Bono · Cattaneo · Cimolai · Conti · M. Costa · R. Costa · Đurasek · Feng · Ferrari · Grmay · Kasjavy · Kump · Meintjes · Modolo · Mohorič · Mori · Niemiec · Petilli · Pibernik · Polanc · Ulissi · Xu · Zurlo · Masnada (stagiair) · Ravasi (stagiair) · Troia (stagiair)
Aït el Abdia · Atapuma · Bono · Consonni · Conti · Costa · Đurasek · Ferrari · Ganna · Guardini · Kump · Laengen · Marcato · Meintjes · Mirza · Modolo · Mohorič · Mori · Niemiec · Petilli · Polanc · Ravasi · Swift · Troia  · Ulissi · Zurlo · Lizde (stagiair) · Raboesjenka (stagiair) · Romano (stagiair)
Aït el Abdia · Aru · Atapuma · Bono · Bystrøm · Consonni · Conti · Costa · Đurasek · Ferrari · Ganna · Kristoff  · Laengen · Marcato · Martin · Mirza · Mori · Niemiec · Petilli · Polanc · Ravasi · Raboesjenka · Sutherland · Swift · Troia  · Ulissi
Aru · Bohli · Bystrøm · Consonni · Conti · Costa · Đurasek · Ferrari · Gaviria · Henao · Kristoff · Laengen · Marcato · Martin · Mirza · Molano · Mori · Muñoz · I. Oliveira · R. Oliveira · Petilli · Philipsen · Pogačar · Polanc · Ravasi · Raboesjenka · Sutherland · Troia  · Ulissi
Ardila · Aru · Bjerg · Bohli · Bystrøm · Conti · Costa · Covi · De la Cruz · Dombrowski · Formolo · Gaviria · Henao · Kristoff · Laengen · Marcato · McNulty · Mirza · Molano · Muñoz · I. Oliveira · R. Oliveira · Philipsen · Pogačar · Polanc · Ravasi · Raboesjenka · Richeze · Troia · Ulissi
Albanese · Archibald · Bais · Belletti · Christian · Dina · Fancellu · Fetter · Fortunato · Frapporti · García · Gavazzi · Grávalos · Pacioni · Ravasi · Rivi · Ropero · Sevilla · Viegas · Wackermann · Hernaiz (stagiair) · Martin (stagiair) · Piganzoli (stagiair)
Albanese · Bais · Bevilacqua · Christian · Dina · Fancellu · Fedeli (vanaf 20/6) · Fetter · Fortunato · García · Gavazzi · Grávalos · Lonardi · Maestri · Á. Martín · D. Martín · Ravasi · Rivi · Ropero · Rosa · Sevilla · Viegas · Montoli (stagiair) · Muñoz (stagiair) · Pietrobon (stagiair)